# Mario Kart
Mario Kart is een serie racespellen in de stijl van het karten, ontwikkeld en uitgegeven door het Japanse bedrijf Nintendo. De serie is een spin-off van de Marioserie. Er zijn in totaal elf computerspellen uit de reeks verschenen, met Mario Kart World als het meest recente spel. 
De serie van Mario Kart is intussen een vaste waarde geworden in de geschiedenis van Nintendo en volgens traditie kent bijna elke spelconsole van het bedrijf een eigen versie.

## Spelervaring
De meeste spelfiguren uit de Marioserie spelen in de serie van Mario Kart een belangrijke rol. Elk personage neemt het in een race, in een uiteenlopende reeks parcoursen, al kartend tegen elkaar op. Tijdens de race kunnen personages voorwerpen oprapen uit zogeheten voorwerpblokken, en deze vervolgens gebruiken om o.a. tegenstanders tijdelijk dwars te liggen. Elk deel uit de serie van Mario Kart kent verschillende spelmodi, verdeeld onder de singleplayer-en multiplayerstand.
In de spelmodus Time Trial of Time Attack dient de speler solo een zo goed mogelijke tijd neer te zetten tijdens het racen. In het begin krijgen spelers drie paddenstoelen cadeau die hen tijdelijk een extra boost geven, wanneer ze dat wensen. Een volgende race kan de speler tegen zijn eigen geest rijden om de eigen recordtijd proberen te verbreken. In Mario Kart 64, Mario Kart: Double Dash!!, Mario Kart DS, Mario Kart Wii, Mario Kart 7, Mario Kart 8 en Mario Kart 8 Deluxe hebben ontwikkelaars een eigen geesttijd in de parcoursen gestoken, zodat de speler zich met hen kunnen proberen te evenaren. In Mario Kart: Super Circuit en Mario Kart DS is het zelfs mogelijk om tegen geesten te racen afkomstig van spelbestanden van vrienden. In Mario Kart DS kunnen twee geesten worden opgeslagen (van de speler zelf en een vriend). In Mario Kart Wii kunnen geesten gedownload worden over heel de wereld via de Nintendo Wi-Fi Connection. Er zijn twee sets van Ontwikkelaarsgeesten verborgen in het spel. De eerste is vanaf het begin beschikbaar, de andere moet eerst worden vrijgespeeld doordat de speler een goede tijd neerzet tijdens een race in Time Trial.

## Games

### Hoofdserie
| Jaar | Titel                     | Platform          |
| ---- | ------------------------- | ----------------- |
| 1992 | Super Mario Kart          | SNES              |
| 1996 | Mario Kart 64             | Nintendo 64       |
| 2001 | Mario Kart: Super Circuit | Game Boy Advance  |
| 2003 | Mario Kart: Double Dash   | Nintendo GameCube |
| 2005 | Mario Kart DS             | Nintendo DS       |
| 2008 | Mario Kart Wii            | Nintendo Wii      |
| 2011 | Mario Kart 7              | Nintendo 3DS      |
| 2014 | Mario Kart 8              | Nintendo Wii U    |
| 2017 | Mario Kart 8 Deluxe       | Nintendo Switch   |
| 2019 | Mario Kart Tour           | Android, iOS      |
| 2025 | Mario Kart World          | Nintendo Switch 2 |

### Uitbreidingen
| Jaar | Titel                                         | Platform        |
| ---- | --------------------------------------------- | --------------- |
| 2014 | Mercedez-Benz × Mario Kart 8 DLC              | Wii U           |
| 2014 | Legend of Zelda × Mario Kart 8 DLC            | Wii U           |
| 2015 | Animal Crossing × Mario Kart 8 DLC            | Wii U           |
| 2023 | Mario Kart 8 Deluxe – Circuit-uitbreidingspas | Nintendo Switch |

### Arcade
| Jaar | Titel                   | Platform |
| ---- | ----------------------- | -------- |
| 2005 | Mario Kart Arcade GP    | Arcade   |
| 2007 | Mario Kart Arcade GP 2  | Arcade   |
| 2013 | Mario Kart Arcade GP DX | Arcade   |
| 2017 | Mario Kart Arcade GP VR | Arcade   |

### Spin-off
| Jaar | Titel                         | Platform        |
| ---- | ----------------------------- | --------------- |
| 2020 | Mario Kart Live: Home Circuit | Nintendo Switch |

## Spelelementen

### Coureurs
Er zijn tientallen spelfiguren, waarvan de meesten uit het Mario-universum, speelbaar in één of meerder Mario Kart-games. Het aantal speelbare personages verschilt per game. De eerste drie Mario Kart-games hebben met acht coureurs het kleinste aantal speelbare personages, met 42 coureurs heeft Mario Kart 8 Deluxe het grootste aantal speelbare personages. Mario, Luigi, Toad, Yoshi, Peach en Bowser zijn de enige coureurs die in elk deel in de hoofdserie voorkomen. Hoeveel coureurs er deelnemen aan een race varieert per game van acht tot twaalf.
Coureurs Toadette (Mario Kart: Double Dash!!), Baby Daisy (Mario Kart Wii), Baby Rosalina (Mario Kart 8) en Rozegouden Peach (Mario Kart 8) zijn personages die hun debuut maken in een Mario Kart-game. Er zijn een aantal cross-over coureurs, waaronder Link (The Legend of Zelda), Dorpsbewoner (Animal Crossing), Isabelle (Animal Crossing) en Inklings (Splatoon).

### Voertuigen
De voertuigen waarmee coureurs racen zijn karts of motoren. In Super Mario Kart, Mario Kart 64 en Mario Kart: Super circuit racet elke coureur met eenzelfde "echte" kart. Vanaf Mario Kart: Double Dash!! zijn er karts in vele soorten en maten (bijvoorbeeld: een kinderwagen of een strandbuggy) en kan de speler zelf een kart kiezen. In Mario Kart Wii en Mario Kart 8 (Deluxe) zijn er naast karts ook motoren om uit te kiezen. Vanaf Mario Kart 7 stelt de speler zijn eigen voertuig samen door een kart, een set banden en een glijdscherm te kiezen. Daarmee worden verschillende statistieken beïnvloed, die onder andere de snelheid, acceleratie en wegligging bepalen. In Mario Kart World is het niet langer meer mogelijk voor de speler om zijn eigen voertuig samen te stellen en kiest de speler direct een volledige set van kart en banden, waarbij de gliders verdwijnen en vervangen zijn door vleugels.

### Circuits
Deze meeste circuits zijn gebaseerd op of aangekleed met elementen uit het Mario-universum. Sommige thema's keren vaak terug, waaronder het Paddenstoelenrijk, Bowsers Kasteel en Regenboogbaan. Op het circuit zijn meestal voorwerpdozen, sprintpanelen en verschillende obstakels te vinden. Sinds Mario Kart Wii is het mogelijk om te stunten en zijn er vaak schansen te vinden op het circuit. Vanaf Mario Kart 7 zijn water- en luchtsegmenten waarbij de coureur onder water rijdt of door de lucht zweeft. Doorgaans bestaat één race uit drie rondes over hetzelfde circuit, met uitzondering van Super Mario Kart waarin elke race uit vijf rondes bestaat. Mario Kart: Double Dash!!, Mario Kart 7 en Mario Kart 8 (Deluxe) hebben enkele circuits met geen, minder of meer rondes.
Mario Kart 7 is de eerste game in de reeks met cross-over circuits, gebaseerd op Wii Sport Resorts. In Mario Kart 8 (Deluxe/DLC) zijn er in totaal vijf circuits gebaseerd op The Legend of Zelda, Animal Crossing, F-Zero en Excitebike.

### Voorwerpen
In onderstaande lijst staan alle voorwerpen die in meer dan één Mario Kart-game voorkomen.
| Voorwerp                          | SMK | MK64 | MKSC | MKDD | MKDS | MKWii | MK7 | MK8 | MKW | Effect |
| --------------------------------- | --- | ---- | ---- | ---- | ---- | ----- | --- | --- | --- | --- |
| Banaan                            |     |      |      |      |      |       |     |     |     | Kan op de weggegooid worden. Kart komt tot stilstand na botsing met de bananenschil.                                                   |
| Groen schild                      |     |      |      |      |      |       |     |     |     | Naar voren of achter af te vuren. Bij botsing met een kart breekt het schild en komt de kart tot stilstand.                            |
| Rood schild                       |     |      |      |      |      |       |     |     |     | Volgt na afvuren de dichtstbijzijnde kart. Bij botsing breekt het schild en komt de kart tot stilstand.                                |
| Super-paddenstoel                 |     |      |      |      |      |       |     |     |     | Geeft een kortdurende, eenmalige snelheidsimpuls.                                                                                      |
| Bliksemschicht                    |     |      |      |      |      |       |     |     |     | Vertraagt alle andere coureurs door ze te laten krimpen. Dat effect wordt na korte tijd weer ongedaan.                                 |
| Superster                         |     |      |      |      |      |       |     |     |     | Maakt de kart voor een korte tijd sneller (ook off-road) en onaantastbaar voor voorwerpen en obstakels.                                |
| Boo                               |     |      |      |      |      |       |     | DX  |     | Steelt een voorwerp van een andere coureur en maakt de kart onzichtbaar en onaantastbaar.                                              |
| Spiny-schild                      |     |      |      |      |      |       |     |     |     | Vliegt naar de kart die vooraan rijdt en ontploft na een botsing. De explosie treft ook karts die dichtbij zijn.                       |
| Gouden paddenstoel                |     |      |      |      |      |       |     |     |     | Functioneert als een superturbo, die binnen een korte tijd onbeperkt gebruikt kan worden.                                              |
| Fake Item Box                     |     |      |      |      |      |       |     |     |     | Lijkt op een voorwerpdoos, maar iets anders van kleur en een omgedraaide vraagteken. Brengt de kart bij botsing tot stilstand.         |
| Bob-omb                           |     |      |      |      |      |       |     |     |     | Neer te zetten op de weg en explodeert naar enkele seconden of na botsing met een kart. De explosie treft ook karts die dichtbij zijn. |
| Bullet Bill                       |     |      |      |      |      |       |     |     |     | Verandert kart met coureurs in een kogel die voor korte tijd zeer snel over het parcours vliegt en alles aan de kant botst.            |
| Blooper                           |     |      |      |      |      |       |     |     |     | Geeft alle andere coureurs slecht zicht door een inktvlek op het scherm. Effect verdwijnt na enige tijd.                               |
| Vuurbloem                         |     |      |      |      |      |       |     |     |     | Geeft de mogelijkheid om meerder vuurballen af te vuren. Kart komt tot stilstand na aanraking met een vuurbal                          |
| Ijsbloem                          |     |      |      |      |      |       |     |     |     | Geeft de mogelijkheid om meerder ijsballen af te vuren. Kart komt tot stilstand na aanraking met een ijsbal                            |
| DX: alleen in Mario Kart 8 Deluxe |     |      |      |      |      |       |     |     |     | |